# Larisa
Larissa sau Larisa (în greacă Λάρισα, în turcă, în perioada otomană Yenișehr-i Fener sau Yenișehir) este capitala periferiei Tesalia a Greciei și capitala prefecturii Larissa. Este principalul centru agricol și de transport, legat feroviar de portul Volos, de Salonic și de Atena.
În prefectura Larisa se află Valea Tempe și partea de nord-est a râului Peneus.

## Personalități născute aici
- Theofanis Gekas (n. 1980), fotbalist.